# Кушакевич Сергій Юхимович
Сергій Юхимович Кушаке́вич (1 вересня (20 серпня) 1878, Ніжин — 10 січня 1920, Стамбул) — український зоолог, протистолог і ембріолог, професор Київського університету.
Досліджував онтогенез молюсків,  амфібій, грегарин та інших найпростіших. Особливо відомий завдяки відкриттю стадії вивертання (екскурвації) у розвитку колонії вольвокса, що дозволило краще зрозуміти еволюційний процес виникнення багатоклітинних організмів.
У 1919 році був ініціатором створення та заступником голови Комітету вивчення фауни УАН і того ж року певний час очолював Дніпровську гідробіологічну станцію.
Був першим науковим керівником Т. Г. Добржанського, що згодом став всесвітньо знаним еволюційним біологом. У 1921 та 1922 роках, у листах до академіка В. І. Вернадського, Добржанський зі скорботою згадував про смерть Кушакевича, як про «незамінну втрату», зазначаючи, що залишився без керівника і не бачить можливості знайти йому заміну у Києві.
Брат військовика Олексія Кушакевича.